# Christoph Arnold
Pour les articles homonymes, voir Christoph Arnold (poète) et Arnold.
Christoph Arnold (né le 17 décembre 1650 à Sommerfeld (de) près de Leipzig et mort le 15 avril 1695 à Leipzig) est un astronome amateur saxon.

## Biographie
Surnommé l'astronome-paysan, Christoph Arnold se passionne pour l'astronomie, il observe la grande comète de 1683, huit jours après l'observation de Johannes Hevelius (1611-1687). Il observe également la grande comète de 1686. En 1686, Kirch s'installe à Leipzig. Là, il observe la grande comète de 1686 avec Gottfried Kirch (1639-1710). Ce dernier rencontre alors Maria Margarethe Winckelmann (1670-1720), qu'Arnold avait formée à l'astronomie et qui deviendra sa seconde épouse.
Arnold observe le transit de Mercure devant le soleil le 31 octobre 1690. En récompense de ses travaux, la ville de Leipzig lui verse une pension et l'exempte d'impôt.
Un cratère lunaire lui a été dédié : le cratère Arnold.